# Astragalus artemisiformis
Astragalus artemisiformis är en ärtväxtart som beskrevs av M.R. Rassulova. Astragalus artemisiformis ingår i släktet vedlar, och familjen ärtväxter. Inga underarter finns listade i Catalogue of Life.